# Michael Schopper
Michael Schopper (né le 28 mai 1942) est un baryton-basse d'opéra et de concert allemand, et professeur d'université.

## Biographie
Michael Schopper se forme à la Regensburger Domspatzen et étudie grâce à une bourse de la Studienstiftung des deutschen Volkes la musique d'église et le chant à la Hochschule für Musik de Munich. Il remporte un premier prix du Concours international de musique ARD en 1968, qui le destine à une carrière internationale. Ses rôles à l'opéra inclus Osmin dans L'Enlèvement au sérail de Mozart, Ochs dans Le Chevalier à la rose de Richard Strauss, et Sachs dans Les Maîtres chanteurs de Wagner, Daland dans Le Vaisseau fantôme et Wotan dans Le Ring.
Michael Schopper se tourne plus intensivement sur le répertoire du Lied et de l'oratorio, se centrant sur l'interprétation historiquement informée sous la direction de Philippe Herreweghe, Ton Koopman, Gustav Leonhardt, Michael Schneider et d'autres.
Le 23 juin 1990, Michael Schopper est le soliste dans la création de l'oratorio de Wilfried Hiller, Schulamit au festival Landshuter Hofmusiktage[réf. souhaitée]. En 2002, Schopper interprète la partie du Haman dans une version de concert de l’Esther de Haendel, au festival Haendel de Halle, avec le Collegium Vocale Gent et La Stagione Frankfurt sous la direction de Michael Schneider.
Michael Schopper chante une partie de basse soliste dans le premier enregistrement la Passion selon Saint Matthieu, réalisé en 1970 par Nikolaus Harnoncourt,. Il enregistre avec le Salzburger Hofmusik, l'oratorio Die Israeliten in der Wüste de Carl Philipp Emanuel Bach
. Il enregistre la partie de Sénèque dans L'incoronazione di Poppea de Monteverdi avec René Jacobs en 1990.
Schopper est professeur de chant au Conservatoire Richard Strauss de Munich et à la Hochschule für Musik und Darstellende Kunst Frankfurt am main.